# 不良鮮師
不良鮮師 (歌德故意拼写错误) 是波拉·德拉奇金的喜剧。在德国，该电影节在2013年电影节上的观看人数最多，大约有560万，到2014年7月则超过700万。

## 情节
抢劫银行家 Zeki Müller （演员名字是艾利亞斯·穆巴瑞克）刚出狱。释放后，他去取回他偷走的钱以偿还债务，但他的朋友将其埋在了建筑工地中。在Zeki入狱期间，建筑项目已经完成，他的钱现在被埋在Goethe Gesamtschule的新体育馆下面。为了获得金钱，Zeki申请了已故看门人的空缺职位。但是，由于误解，他被任命为代课老师。
莉西·施纳贝尔斯泰特（Lisi Schnabelstedt）是她以前的高中歌德艺术学校的学生老师，因为她对妹妹劳拉（Laura）有监护权。但Lisi缺乏成功管理学生的能力。
当班10B班级班主任Ingrid Leimbach-Knorr自杀时，困难班级的管理权交给了莉西·施纳贝尔斯泰特（Lisi Schnabelstedt），尽管班级对新任老师的残酷恶作剧使她很快流下了眼泪。 Zeki接替Lisi以前的七年级班级的替代教室老师。为了收回他的钱，Zeki晚上在学校的地窖里通向地下钱的隧道里工作。他还复制了Lisi的文凭，因为他没有高中或大专以上学历，这最终使Lisi知道了。然后，她向Zeki勒索，让她重拾旧的七年级课程，而Zeki承担10B级课程的责任。
泽基（Zeki）被丢在一家脱衣舞俱乐部的生活环境中，试图在莉西（Lisi）的车库里睡觉。一旦发现，Lisi允许Zeki住在她的地下室，只要他正确地教10B类，而不是每个课期都看电影。
通过非常规的方法和Lisi的软性领导，Zeki获得了班上的尊重。尽管Zeki最初以严厉的方法开始了他的老师生涯，包括用彩弹枪射击学生并将其抱在水下，但他最终还是采取了较为温和的方法，并说服了学生他们不想成为毒品贩子并希望他们接受福利实地考察拜访过这种生活方式的Zeki的熟人。他还接管了戏剧俱乐部的领导权，该俱乐部执行了《罗密欧与朱丽叶》的现代版本，并协助了Jugend forscht小组，从而使学校更加参与其中。泽基（Zeki）十分关注丽思（Lisi）在班上的形象，他带领该班旅行在火车上涂了涂鸦，在此期间学生画了 “Fack ju Göhte” 的头衔。由于这种增加的尊重，Lisi通过了10B类的实践教学考试。此外，Zeki与Lisi的小妹妹Laura暗恋Danger安排了外遇，并在Laura的社工来访时假装是Lisi的认真男友，以确保Lisi对Laura的合法监护。最终，Zeki在隧道中找到了钱，但体育馆下方的隧道导致地板破裂，并让Lisi发现Zeki填充在隧道中。当Lisi得知Zeki作为罪犯的过去时，她扬言如果他不立即辞职和回家，就要报警。出于选择，Zeki同意驾驶抢劫车进行银行抢劫。当Zeki的班级即将以德语进行期末考试时，他们都会拿出动机照片。一名学生告知Lisi Zeki的动机照片在他的书桌上。当莉西打开书桌时，她发现他成为一个更好的人的动力就是她。 Zeki的朋友可以说服Zeki改变自己的生活方式。
泽基（Zeki）没有遵循抢劫案，因为三名学生拦住了他，问他明年是否会成为班主任，并且他看到火车上写着 “Fack ju Göthe” 涂鸦。他向莉西（Lisi）送了礼服和邀请去参加舞会，并向学校校长汇报。校长希望保留他，甚至递给他一张GPA 2.0的伪造高中文凭。她告诉Zeki，10B类已经大大提高，如果他们继续努力获得高中文凭，这所学校将成为全市最好的。它们在德语中的标记，以前是5和6（相当于F），现在已经好于3（C）。